# Finch (film)
Finch è un film del 2021 diretto da Miguel Sapochnik.

## Trama
In un prossimo futuro la Terra è diventata un deserto radioattivo in seguito a una massiccia eruzione solare che ha distrutto lo strato di ozono; le radiazioni ultraviolette rendono letali la maggior parte delle aree emerse. Finch Weinberg è uno degli ultimi sopravvissuti e vive in un laboratorio ricavato in una pala eolica nei sobborghi di St. Louis, insieme al cane Goodyear, ormai malato di tumori da radiazioni. Per garantire un futuro al suo amico a quattro zampe, Finch realizza un robot umanoide dotato di I.A. — che chiama Jeff — e lo istruisce a prendersi cura di Goodyear impartendogli nozioni di lingua, guida e cura degli animali.
Quando una violenta tempesta di polvere minaccia di cancellare ogni forma di vita nella zona, Finch, Jeff e Goodyear salgono a bordo di un camper modificato, dirigendosi verso San Francisco, considerata più sicura. Lungo il tragitto affrontano tornado, frane, guasti meccanici e incontri con tracce di altri sopravvissuti: Jeff apprende gradualmente il concetto di empatia, prendendo sempre più iniziativa per proteggere il cane.
Con il progredire del viaggio la salute di Finch peggiora in modo irreversibile; superate le Montagne Rocciose, il trio raggiunge finalmente la costa occidentale, dove le radiazioni sono diminuite. Finch si espone al sole senza tuta protettiva, trascorrendo un ultimo pomeriggio felice con Goodyear e Jeff; poco dopo, esausto dalla malattia, muore abbracciato al suo cane. Dopo aver costruito un rudimentale funerale, Jeff e Goodyear riprendono il viaggio verso il Golden Gate Bridge, decisi a cercare nuovi esseri umani da aiutare e onorando così l'eredità del loro creatore.

## Produzione
Inizialmente il film era intitolato BIOS.
La sceneggiatura era stata inserita nella Black List del 2017, lista che raccoglie le migliori sceneggiature non prodotte.

### Riprese
Le riprese del film, iniziate nel febbraio 2019 ad Albuquerque, sono terminate nel maggio dello stesso anno.

## Promozione
Il primo trailer del film è stato diffuso il 20 settembre 2021.

## Distribuzione
Il film è stato distribuito su Apple TV+ a partire dal 5 novembre 2021.

## Riconoscimenti
- 2022 - Critics' Choice Awards[5]
  - Candidatura per il miglior attore in un film di fantascienza a Tom Hanks